# La Gorge du diable
Pour plus de détails, voir Fiche technique et Distribution.
La Gorge du diable ou La maison au fond de la baie au Québec (Cold Creek Manor, litt. « manoir de Cold Creek ») est un film américano-britanico-canadien réalisé par Mike Figgis et sorti en 2003.

## Synopsis
Lassée du brouhaha à New York, la famille Tilson emménage dans un manoir à Cold Creek : le couple, Cooper et Leah Tilson, a dû engager Dale Massie, un homme à tout faire, mais une série d'évènements étranges se produit petit à petit dans le domaine.

## Fiche technique
Sauf indication contraire ou complémentaire, les informations mentionnées dans cette section proviennent du générique de fin de l'œuvre audiovisuelle présentée ici.
- Titre original : Cold Creek Manor
- Titre français : La Gorge du diable
- Titre québécois : La maison au fond de la baie
- Réalisation : Mike Figgis
- Scénariste : Richard Jefferies
- Musique : Mike Figgis
- Direction artistique : Peter Grundy et Nancey Pankiw
- Décors : Leslie Dilley
- Costumes : Marie-Sylvie Deveau
- Photographie : Declan Quinn
- Montage : Dylan Tichenor
- Production : Mike Figgis et Annie Stewart
  - Production déléguée : Richard Jefferies et Lata Ryan
- Sociétés de production : Red Mullet Productions, en coproduction avec Cold Creek Manor Productions et Touchstone Pictures
- Société de distribution : Buena Vista Pictures (États-Unis) ; Gaumont Buena Vista International (France), Buena Vista International (Royaume-Uni)
- Pays de production :  États-Unis ;  Canada et  Royaume-Uni
- Langue originale : anglais
- Format[1] : couleur — 1,85:1 — 35 mm (Kodak Vision 2383) — son DTS - Dolby Digital - SDDS
- Genre : drame, thriller
- Durée : 118 minutes
- Dates de sortie[2] :
  - États-Unis : 17 septembre 2003 (avant-première) ; 19 septembre 2003 (sortie nationale)
  - Royaume-Uni : 30 janvier 2004
  - France : 24 juillet 2004 (DVD)

## Distribution
- Dennis Quaid (VFB : Robert Guilmard) : Cooper Tilson
- Sharon Stone (VFB : Colette Sodoyez) : Leah Tilson
- Stephen Dorff (VFB : Nicolas Dubois) : Dale Massie
- Juliette Lewis (VFB : Sandrine Versele) : Ruby Ferguson
- Kristen Stewart : Kristen Tilson
- Ryan Wilson : Jesse Tilson
- Dana Eskelson : la shérif Ferguson
- Christopher Plummer : M. Massie
- Simon Reynolds : Ray Pinski
- Kathleen Duborg : Ellen Pinski
- Paula Brancati : Stephanie Pinski
- Aidan Devine : Skip Linton
- Wayne Robson : Stan Holland

## Production
Le tournage a lieu en Ontario (Canada), pour le Stanley Street du centre-ville à Ayr (en), non loin du manoir, le Cruickston Park, à North Dumfries (en), près de Cambridge.

## Distinctions
Nomination
- Young Artist Awards 2004 : meilleur second rôle féminin dans un long métrage pour Kristen Stewart